# Eutychianos (Historiker)
Eutychianos war ein spätantiker römischer Historiker im 4. Jahrhundert.
Eutychianos stammte aus Kappadokien und war wahrscheinlich Christ. Er nahm 363 als Offizier mit dem Titel eines Vicarius numeri Primoarmeniorum am Feldzug Kaiser Julians gegen die Sassaniden teil, der in einer Katastrophe endete: Die Römer mussten unter Jovian einen unrühmlichen Friedensvertrag abschließen. Der Feldzug hinterließ offenbar einen bleibenden Eindruck bei Eutychianos. Wie einige andere Teilnehmer auch (etwa Magnus von Karrhai), verfasste Eutychianos nach seiner Rückkehr einen Bericht über den Perserkrieg Julians, der jedoch nur fragmentarisch erhalten ist. Sein Werk diente aber späteren (antiken) Historikern als Quelle, die sich mit Julian befassten (vielleicht Ammianus Marcellinus, Zosimos, sicher Johannes Malalas).